# Liste der Baudenkmäler in Höttingen
Auf dieser Seite sind die Baudenkmäler in der mittelfränkischen Gemeinde Höttingen zusammengestellt. Diese Tabelle ist eine Teilliste der Liste der Baudenkmäler in Bayern. Grundlage ist die Bayerische Denkmalliste, die auf Basis des Bayerischen Denkmalschutzgesetzes vom 1. Oktober 1973 erstmals erstellt wurde und seither durch das Bayerische Landesamt für Denkmalpflege geführt wird. Die folgenden Angaben ersetzen nicht die rechtsverbindliche Auskunft der Denkmalschutzbehörde.
 Diese Liste gibt den Fortschreibungsstand vom 6. Februar 2015 und enthält 40 Baudenkmäler.

## Baudenkmäler nach Ortsteilen

### Höttingen
| Lage                                                                               | Objekt                                           | Beschreibung | Akten-Nr.              | Bild           |
| ---------------------------------------------------------------------------------- | ------------------------------------------------ | --- | ---------------------- | -------------- |
| Dorfstraße (gegenüber von Nr. 12) (Standort)                                       | Kreuzstein                                       | Spätmittelalterlich | D-5-77-141-13          | weitere Bilder |
| Dorfstraße 3 (Standort)                                                            | Bauernhaus                                       | Eingeschossiger Satteldachbau, mit Natursteingliederung und Sandsteintürgewände, im Kern 1497 (dendrochronologisch datiert), Erneuerungen 18./19. Jahrhundert | D-5-77-141-2 Wikidata  | BW             |
| Dorfstraße 7 (Standort)                                                            | Rest eines Türgewändes                           | Mit Deutsch-Ordenskreuz, 18. Jahrhundert | D-5-77-141-3 Wikidata  | BW             |
| Dorfstraße 8 (Standort)                                                            | Gasthaus                                         | Zweigeschossiger Walmdachbau in Ecklage, 18./frühes 19. Jahrhundert, mit großem Prellstein an der nordwestlichen Ecke | D-5-77-141-7 Wikidata  | BW             |
| Dorfstraße 9 (Standort)                                                            | Wohnhaus                                         | Zweigeschossiger traufständiger Satteldachbau, mit Ecklisenen und Putzgliederung, Sockel in Quadermauerwerk, bezeichnet „1814“ | D-5-77-141-4 Wikidata  | BW             |
| Hirtenbuck 6 (Standort)                                                            | Eingemauerter Wappenstein                        | Bezeichnet „1748“ | D-5-77-141-11 Wikidata | BW             |
| Hirtenbuck 8 (Standort)                                                            | Bauernhaus                                       | Eingeschossiger Satteldachbau, Ende 18. Jahrhundert; Austragshaus, zweigeschossiger Satteldachbau, Naturstein, 18. Jahrhundert | D-5-77-141-10 Wikidata | BW             |
| Lindenstraße 1 (Standort)                                                          | Gasthaus                                         | Zweigeschossiger giebelständiger Satteldachbau, 18. Jahrhundert | D-5-77-141-8 Wikidata  | BW             |
| Pfarrgasse 3 (Standort)                                                            | Evangelisch-lutherische Pfarrkirche St. Johannes | Chorturmkirche, Turmuntergeschoss mittelalterlich, Obergeschoss 18. Jahrhundert, Langhaus 17. Jahrhundert, Turm mit Kuppelhelm und Spitze; mit Ausstattung; Kirchhofummauerung, alter Teil, 18./19. Jahrhundert, mit eingelassenen Grabsteinen des 19. Jahrhunderts | D-5-77-141-1 Wikidata  | weitere Bilder |
| Pfarrgasse 6 (Standort)                                                            | Pfarrhof                                         | Zweigeschossiges Gebäude mit Halbwalmdach, durch Wappenstein bezeichnet „1750“; Angeschlossene Pfarrscheune, zweigeschossiges massives Gebäude mit Halbwalmdach, gleichzeitig                                                                                       | D-5-77-141-5 Wikidata  | BW             |
| Pfahlrain oder Teufelsmauer, Kreuzungspunkt Limes und Staatsstraße 2389 (Standort) | Gedenkstein                                      | Auf den Limes-Verlauf hinweisend, 1933 | D-5-77-141-12 Wikidata | Gedenkstein    |

### Fiegenstall
| Lage                     | Objekt                               | Beschreibung | Akten-Nr.              | Bild           |
| ------------------------ | ------------------------------------ | --- | ---------------------- | -------------- |
| Ortsstraße 24 (Standort) | Wohnstallhaus                        | Eingeschossiger Satteldachbau, in Teilen Fachwerk, wohl 17. Jahrhundert, mit Ausbau des 18./19. Jahrhunderts                                                                                        | D-5-77-141-40 Wikidata | BW             |
| Ortsstraße 28 (Standort) | Katholische Pfarrkirche St. Nikolaus | Chorturmkirche, Chorturmanlage um 1400, 1598 erneuert, Umbauten 1662, 1705, 1736, 1762, viergeschossiger Chorturm mit Spitzhelm; mit Ausstattung. Mit Friedhofsummauerung, zum Teil mittelalterlich | D-5-77-141-14 Wikidata | weitere Bilder |
| Ringstraße 3 (Standort)  | Pfarrhof                             | Wohngebäude, zweigeschossiger giebelständiger Satteldachbau, wohl zweite Hälfte 18. Jahrhundert Ehemalige Pfarrscheune, Sandsteinquaderbau mit Satteldach, Mitte 19. Jahrhundert                    | D-5-77-141-16 Wikidata | Pfarrhof       |
| Roßfeld (Standort)       | Mariahilfkapelle                     | Kleiner Saalbau, mit Dachreiter, 1722, Vorbau 1962; mit Ausstattung | D-5-77-141-15 Wikidata | BW             |

### Göppersdorf
| Lage                      | Objekt        | Beschreibung | Akten-Nr.              | Bild |
| ------------------------- | ------------- | --- | ---------------------- | ---- |
| Göppersdorf 9 (Standort)  | Austragshaus  | Eingeschossiger Satteldachbau, um 1800, bezeichnet „1857“                                                                                                  | D-5-77-141-42 Wikidata | BW   |
| Göppersdorf 13 (Standort) | Wohnstallhaus | Eingeschossiger Satteldachbau, mit dreigeschossigem Kehlbalkendach, Giebel Fachwerk verputzt, tonnengewölbter Keller aus Sandsteinquadern, 18. Jahrhundert | D-5-77-141-17 Wikidata | BW   |

### Oberndorf
| Lage                    | Objekt                                    | Beschreibung | Akten-Nr.              | Bild                                      |
| ----------------------- | ----------------------------------------- | --- | ---------------------- | ----------------------------------------- |
| Oberndorf 4 (Standort)  | Bauernhaus eines ehemaligen Vierseithofes | Eingeschossiger Satteldachbau, mit ehemaliger kleiner Remise, um 1752 Scheune, großer massiver Satteldachbau, wohl gleichzeitig | D-5-77-141-20 Wikidata | Bauernhaus eines ehemaligen Vierseithofes |
| In Oberndorf (Standort) | Kapelle                                   | Kleiner massiver Bau mit Satteldach, mit Schweifgiebel und flankierenden Pilastern, 1739; mit Ausstattung                       | D-5-77-141-18 Wikidata | Kapelle                                   |

### Ottmarsfeld
| Lage                                          | Objekt                                 | Beschreibung | Akten-Nr.              | Bild                               |
| --------------------------------------------- | -------------------------------------- | --- | ---------------------- | ---------------------------------- |
| Ottmarsfeld 2 (Standort)                      | Bauernhaus                             | Eingeschossiger Satteldachbau, Mitte 19. Jahrhundert. Angebaute Scheune, mit Mansardsatteldach, um 1800 Jahrhundert Nebengebäude, eingeschossiger Satteldachbau, wohl zweite Hälfte 19. Jahrhundert | D-5-77-141-24 Wikidata | Bauernhaus                         |
| Ottmarsfeld 5 (Standort)                      | Katholische Filialkirche St. Otmar     | Saalkirche, im Kern romanische Anlage aus der zweiten Hälfte des 12. Jahrhunderts, Renovierung und Ausbau 1603 und 1670/80, mit Dachreiter; mit Ausstattung                                         | D-5-77-141-21 Wikidata | Katholische Filialkirche St. Otmar |
| Ottmarsfeld 11 (Standort)                     | Scheune eines ehemaligen Vierseithofes | Massiv, mit Mansarddach, bezeichnet „1768“ | D-5-77-141-23 Wikidata | BW                                 |
| Kapellwiesen, am Weg nach Karlshof (Standort) | Wegkapelle                             | Kleiner massiver Satteldachbau, 1778, erneuert 1846; mit Ausstattung | D-5-77-141-22 Wikidata | BW                                 |

### Reisach
| Lage                 | Objekt     | Beschreibung                                                                                     | Akten-Nr.              | Bild |
| -------------------- | ---------- | ------------------------------------------------------------------------------------------------ | ---------------------- | ---- |
| Reisach 3 (Standort) | Bauernhaus | Eingeschossiger Satteldachbau, Ostgiebel Fachwerk verputzt, 18. Jahrhundert                      | D-5-77-141-25 Wikidata | BW   |
| Reisach 5 (Standort) | Bauernhaus | Eingeschossiger giebelständiger Satteldachbau, mit fachwerksichtigem Giebel, 18./19. Jahrhundert | D-5-77-141-26 Wikidata | BW   |

### Weiboldshausen
| Lage                                     | Objekt                                          | Beschreibung | Akten-Nr.              | Bild           |
| ---------------------------------------- | ----------------------------------------------- | --- | ---------------------- | -------------- |
| Burgstraße 11 (Standort)                 | Evangelisch-lutherische Pfarrkirche St. Nikolai | Saalkirche, Turm im Kern mittelalterlich, Obergeschoss mit Helmkuppel nach Plänen von Johann David Steingruber, 1760, Langhaus 1761/64; mit Ausstattung. Hohe Kirchhofmauer, bezeichnet „1804“ und „1909“, mit Eisenzaun | D-5-77-141-27 Wikidata | weitere Bilder |
| Burgstraße 13 (Standort)                 | Ehemaliges Schulhaus                            | Zweigeschossiger Satteldachbau, massiv, mit Natursteingliederung, 1891 | D-5-77-141-28 Wikidata | BW             |
| Burgstraße 14 (Standort)                 | Nebengebäude eines Gasthauses                   | Eingeschossiger Satteldachbau, Erdgeschoss massiv, überwiegend Natursteinmauerwerk, mit Fachwerkgiebel, 18. Jahrhundert                                                                                                  | D-5-77-141-41 Wikidata | BW             |
| Burgstraße 15 b (Standort)               | Deutschordenswappenstein                        | Eingelassen, bezeichnet „1784“ | D-5-77-141-29 Wikidata | BW             |
| Burgstraße 17 (Standort)                 | Mesnerhaus                                      | Zweigeschossiger Walmdachbau, Ende 18. Jahrhundert | D-5-77-141-30 Wikidata | BW             |
| Burgstraße 20 (Standort)                 | Pfarrhaus                                       | Zweigeschossiges Gebäude mit Halbwalmdach, Sockel in Sandsteinquadermauerwerk, Westfassade mit rustiziertem Erdgeschoss und Gesimsband, 1827/28                                                                          | D-5-77-141-31 Wikidata | BW             |
| Hauptstraße 5 (Standort)                 | Wohnstallhaus                                   | Eingeschossiger Satteldachbau, 19. Jahrhundert, bezeichnet „1921“ | D-5-77-141-32 Wikidata | BW             |
| Hauptstraße 6 (Standort)                 | Bauernhaus                                      | Eingeschossiger giebelständiger Satteldachbau, bezeichnet „1835“ | D-5-77-141-33 Wikidata | BW             |
| Hauptstraße 8 (Standort)                 | Tafel                                           | Bezeichnet „1721“ | D-5-77-141-34 Wikidata | BW             |
| Hauptstraße 10; Hauptstraße 8 (Standort) | Meierhof                                        | Wohnhaus, zweigeschossiges Gebäude mit Halbwalmdach und Zwerchhaus, bezeichnet „1810“ Rückwärtig Wappenstein, bezeichnet „1736“ Scheune, massiver Satteldachbau, bezeichnet „1863“                                       | D-5-77-141-35 Wikidata | BW             |
| Holzgasse 1 (Standort)                   | Bauernhaus                                      | Eingeschossiger giebelständiger Satteldachbau, Mitte 19. Jahrhundert. Nebengebäude, Satteldachbau mit fachwerksichtigem Giebel, bezeichnet „1767“                                                                        | D-5-77-141-36 Wikidata | BW             |
| Holzgasse 3 (Standort)                   | Bauernhaus                                      | Eingeschossiger giebelständiger Satteldachbau, Türgewände bezeichnet „1842“ | D-5-77-141-37 Wikidata | BW             |
| Mühlweg 4 (Standort)                     | Mühle, Wohnhaus                                 | Zweiflügelanlage, zweigeschossiger Satteldachbau, um 1860 | D-5-77-141-38 Wikidata | BW             |
| Bismarckturm (Standort)                  | Bismarckturm                                    | Bruchsteinquaderbau, nach Plänen von Wilhelm Kreis, Dresden, 1911 | D-5-77-141-39 Wikidata | Bismarckturm   |